# Oncorhynchus tshawytscha
El salmón real (Oncorhynchus tshawytscha), chinuc o chinook  (por su nombre en inglés), es un pez de  la familia de los Salmonidae que se encuentra en las áreas costeras del océano Pacífico, entre California y Japón. Animal eurihalino, vive en el mar pero migra remontando los ríos para reproducirse (anádromo). Es muy valorado por su relativa escasez. 

## Descripción

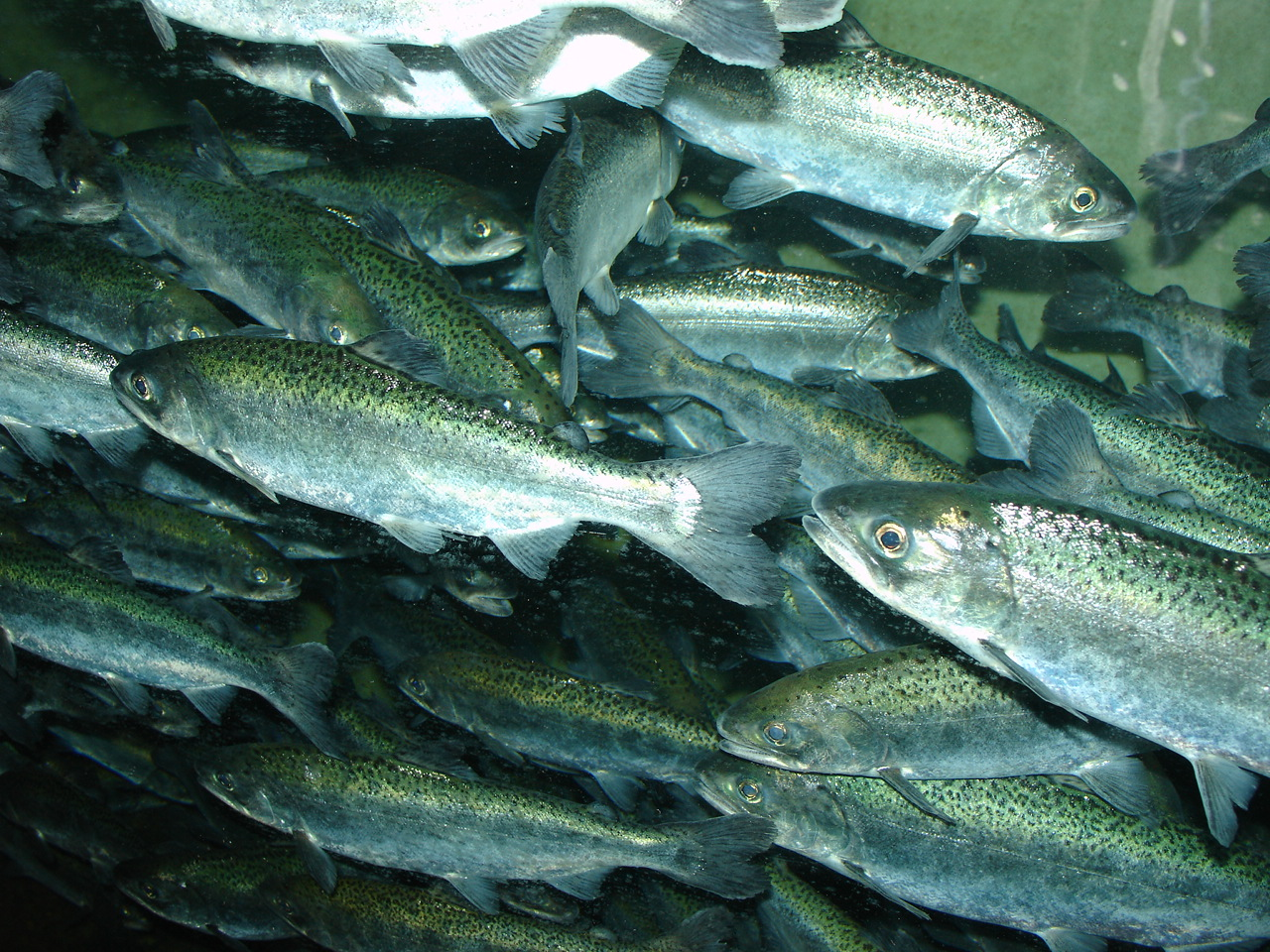
Cardumen de salmón real.

Adulto mide entre 84 y 147 cm de longitud y pesa entre 25 y 60 kg. Es azul verdoso sobre el lomo y la cabeza, plateado en los flancos y blanco en el vientre. Presenta puntos negros en la cola y en la parte superior del cuerpo; su boca es gris oscura. 
El récord de captura en pesca deportiva es de 48,00  kg) registrado por el pescador Alejandro Leon Azul en el río Aysen, Patagonia, Chile, en 2023. En la pesca comercial el récord es de 57 kg registrado cerca de Petersburg, Alaska en una captura en 1949.

## Reproducción
Puede pasar entre tres y cinco años en el océano antes de retornar por los ríos para procrear y desovar en las aguas dulces donde nacieron. Prefiere corrientes más grandes y profundas que otras especies de salmón, y su desove ocurre entre septiembre y diciembre. (Hasta marzo en Chile).
Una vez en las partes altas de la corriente de agua dulce, la hembra elige al macho con el cual se reproducirá. Su selección se basa en las dimensiones físicas del varón. La hembra elige una zona de la cama del río en el cual haya grava en abundancia y allí cava un hueco poco profundo con la cola, mientras que el macho danza frente ella y hace vibrar su cuerpo. El número de huevos oscilan entre los 3 mil y 14 mil según el tamaño de la hembra y el macho los fertiliza súbitamente cuando ella los deposita.
La hembra protege los huevos entre 4 y 25 días mientras que el macho busca otras hembras. Ambos padres mueren tras reproducirse. De acuerdo con la temperatura del agua, los huevos se incuban entre 90 y 150 días antes de nacer los alevines.  Después de 12 a 18 meses los ejemplares juveniles comienzan su migración hacia el mar.

### Cambios en el cuerpo
Durante el período de la reproducción sufre algunas transformaciones morfológicas. Ambos sexos adquieren durante este tiempo una tonalidad rojiza brillante sobre los flancos, más intensa en los machos, que sufren incluso la modificación de la espalda, que se eleva y de la mandíbula inferior que curva hacia arriba e impide que la boca se cierre. Este crecimiento de la mandíbula vuelve prácticamente imposible que los adultos puedan alimentarse durante la fase de la reproducción, de manera que desde que empiezan su migración estacional hacia las fuentes de los ríos para reproducirse mantienen un ayuno absoluto.

## Distribución

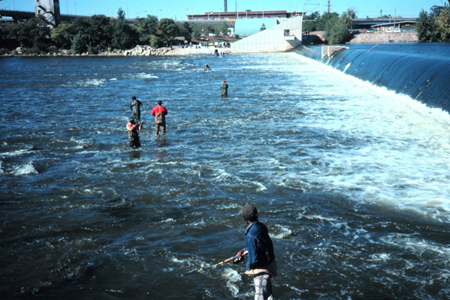
Pesca deportiva de salmón.

Se encuentra desde la bahía de San Francisco en California hacia el norte siguiendo la costa pacífica de Estados Unidos, Canadá y Alaska, el estrecho de Bering y el mar de Chukchi, el nororiente de Siberia, Rusia, la península de Kamchatka,  las Islas Kuriles y las islas del Japón.
En 1967, el Departamento de Recursos Naturales de Míchigan soltó salmones reales en el lago Míchigan y en el lago Hurón para controlar la pinchagua o «tabernera» una especie invasiva procedente del océano Atlántico. Después de culminar con éxito esta implantación los salmones reales fueron llevados a otros de los Grandes Lagos, donde son apreciados para la pesca deportiva.
La especie se ha introducido en las costas de la Patagonia de Chile y Argentina donde ha colonizado ríos y establecido lugares estables de desove. También fue llevada con éxito a Nueva Zelanda.
El río Yukón registra la más larga ruta de migración del salmón, más de 3 000 km desde el mar de Bering hasta las fuentes cerca de Whitehorse. Se construyó un canal en la represa hidroeléctrica del lago Schwatka para garantizar el paso y la reproducción del salmón real en Whitehorse.

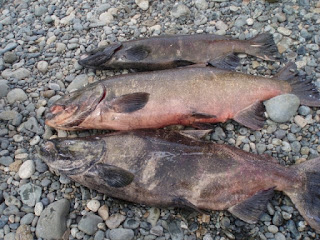
Río Palena

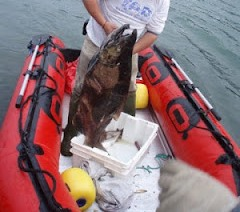
Río Palena

## Ecología
El salmón real necesita para sobrevivir: 
1. alimento,
2. hábitat de desove,
3. hábitat oceánico,
4. aguas frías, limpias y con oxígeno suficiente, y
5. otros salmones

Toma del plancton para su alimentación diatomeas, copépodos, laminariales y macroalgas; además consume medusas, estrellas de mar, insectos, amfipódos, y otros crustáceos; y cuando está adulto se alimenta también de otros peces.  
Las aguas limpias son esenciales para el desove. La vegetación ribereña ayuda a mantener las condiciones de las aguas para la reproducción y la vida juvenil del salmón real.
Algunas poblaciones de salmón de Estados Unidos están en la lista de especies amenazadas, por ejemplo la del Valle Central de California. En abril de 2008 tanto en Oregón como en California debió cancelarse la temporada de pesca debido a la baja población registrada. En el río Sacramento la población de la especie está al borde del colapso.
En los últimos años la población de estos salmones ha decrecido notablemente, la causa parece ser una deficiencia de vitamina B1 o tiamina que causa una mortandad excesiva en los alevines y que se traduce en que haya menos individuos adultos. La deficiencia en esta vitamina proviene de un cambio de en los hábitos alimenticios puesto que su comida tradicional está siendo sobreexplotada por el ser humano.

## En la cultura
El salmón real es espiritual y culturalmente muy preciado por los pueblos indígenas de las regiones donde habita originalmente, que celebren «ceremonias del salmón» en la primavera. Fue descrito y además consumido con entusiasmo por la expedición de Lewis y Clark  (1804-06). La importancia económica para las comunidades indígenas y para otras poblaciones es muy grande. Es apreciado por su color, sabor, textura y alto contenido de aceite Omega-3.